# جين متداخل
الجين المتداخل أو الجين المتشابك (بالإنجليزية: Overlapping gene)‏ هو جين يتداخل تسلسل نوكليوتيداته القابل للتعبير جزئيا مع تسلسل نوكليوتيدات جين آخر قابل للتعبير كذلك. ما يعني أنه يمكن لتسلسل نوكليوتيد المساهمة في وظيفة واحدٍ أو أكثر من نواتج الجين، تشير الطباعة المتراكبة (Overprinting) إلى نوع من التداخل يكون فيه كامل تسلسل جين أو جزء منه يُقرأ بطريقة إطار القراءة مختلف بالنسبة لجين آخر في نفس الموضع. تم افتراض أن الطباعة المتراكبة هي آلية لظهور جينات جديدة من تسلسلات موجودة، سواء جينات قديمة أو مناطق غير مشفِّرة سابقا في الجينوم  الجينات المتراكبة هي ميزات شائعة بشكل خاص في جينومات الفيروسات، ولها احتمال كبير في زيادة عدد الجينات المحتملة القابلة للتعبير وذلك في تسللات فيروسية صغيرة من المعلومات الجينة.

## تصنيف

تداخل ترادفي خارج الطور (46 نوكليوتيدة مشتركة) للجينات البشرية في المتقدرة ATP8 (بالأحمر) وATP6 (بالأزرق، إطار قراءته متأخر بنوكليوتيدتين).

يمكن للجينات التداخل بالعديد من الطرق، ويمكن تصنيفها حسب وضعياتها بالنسبة لبعضها البعض. 
- تداخل أحادي الاتجاه أو ترادفي: النهاية 3' لأحد الجينات تتداخل مع النهاية 5' لجين آخر في نفس السلسلة. يمكن الرمز لهذا الترتيب بـ → → حيث تشير الأسهم إلى إطار القراءة من البداية إلى النهاية.
- تداخل متقارب أو نهاية-في: تتداخل فيه نهايتا 3' لجينين في سلسلتين متضادتين، ويرمز لذلك بـ → ←.
- تداخل متباعد أو ذيل-على: تتداخل فيه نهايتا 5' في سلسلتين متضادتين، ويرمز لذلك بـ ← →.

كما يمكن تصنيف الجينات حسب المراحل، والتي تصف إطار القراءة المتعلق بها:
- تداخل في الطور: ويظهر حين تستخدم التسلسلات المشتركة نفس إطار القراءة، ويعرف ذلك أيضا بـ«المرحلة 0» الجينات أحادية الاتجاه التي لديها مرحلة التداخل 0، لا تعتبر جينات مختلفة بل لها مواقع بداية بديلة لنفس الجين.
- تداخل خارج الطور: ويظهر حين تستخدم التسلسلات المشتركة أُطر قراءة مختلفة، وهذا يمكن أن يظهر في «المرحلة 1» أو «المرحلة 2» على حسب تأخر إطارة القراءة بنوكليوتيدة واحدة أو اثنتين. لأن الكودون طوله ثلاث نوكليوتيدات والتأخر بثلاث نوكليوتيدات يعيد التداخل إلى المرحلة 0.